# Ermita de Santa María (Quintanilla de las Viñas)
La ermita de Santa María de Quintanilla de las Viñas, en el antiguo alfoz de Lara (Mambrillas de Lara, provincia de Burgos, Castilla y León, España), es un gran ejemplo de arquitectura visigoda, datada del siglo VII. El templo, aunque fue estudiado a finales del siglo XIX y principios del siglo XX, no se puso en valor hasta que el cronista de Burgos, Luciano Huidobro, le atribuyó un supuesto origen mozárabe en 1927. A instancias de este mismo erudito, fue declarada Monumento Nacional
el 25 de noviembre de 1929 y restaurada.

## Contexto histórico
Podemos situar esta Ermita dentro de la tradición local coincidente con Aranda de Duero. En tiempo de la invasión árabe a la península, aproximadamente en el 834 d.C., se trató de conservar edificaciones y demás imaginería religiosa. Muchos de estos esfuerzos resultaron en vano y quedó un rastro de ruinas a su paso. En el caso de la Ermita de Santa María, a pesar de su estado, dentro se conservan las memorias del paso de árabes y romanos, además de sepulcros católicos.
Durante esta época, habiendo caído el Imperio Romano y sucediéndose la dominación islámica, el edificio conserva todas las características de la arquitectura visigoda aunque posteriormente evolucionará para adaptarse a la cultura dominante.
No sé conoce la fecha exacta de su construcción pero a través de su datación en siglos la consideramos uno de los ejemplos supervivientes de la cultura visigoda en la península ibérica. La mezcla de elementos de diversos orígenes (árabes, mozárabes, católicos…) se debe a las transformaciones y modificaciones a las que se ha visto sometida con el paso de los años. De muchas de ellas no tenemos constancia, solo podemos construir teorías en base a la datación de los materiales y las características singulares de los pueblos que habitaron el territorio. De las pocas modificaciones de las que tenemos constancia destacamos una del siglo X cuando se añade un ábside semicircular de estilo románico que pone en evidencia la adaptación del edificio a través del tiempo. Esta modificación sucederá justo antes de la reconquista y periodo románico (XI-XII).
En conclusión, esta Ermita se encuentra en una encrucijada de periodos históricos que la convierte en un testimonio vivo de su continuidad y capacidad de adaptación a los diferentes estilos que la sucedieron. Esto conduciría, una vez estudiada por arqueólogos e historiadores del arte, a ser declarada bien de interés cultural fortaleciendo así el peso del patrimonio histórico de la región. 

## Arquitectura visigoda
La Ermita de Santa María de Quintanilla de las Viñas, es reconocida como parte del arte visigodo durante esta época en la península ibérica conviven más culturas y todas aportan al arte de estos siglos. Dada la escasez de recursos y el deterioro del Imperio Romano, los visigodos a menudo recurrieron a la reutilización de materiales de construcción existentes. Esto se refleja en la presencia de elementos arquitectónicos romanos incorporados en las estructuras visigodas, como columnas y piedras talladas, por lo que se puede encontrar una variedad de elementos pertenecientes a diversos movimientos artísticos en una misma obra, como es el caso de los sillares del exterior de esta ermita que son de origen romano, es por eso que en muchas ocasiones se dificulta enmarcar obras en una corriente artística concreta.
La arquitectura visigoda evidencia que existe una continuidad palpable con las tradiciones arquitectónicas anteriores, es decir, el arte romano. Las iglesias visigodas, como la de San Juan de Baños en Palencia, adoptan plantas basilicales con ábsides semicirculares que sin duda muestran la influencia directa que la arquitectura romana tiene sobre las creaciones de la época visigoda. Pero esta continuidad no implica una simple imitación, sino una reinterpretación creativa de los elementos usados por el arte romano y utilizados en un contexto cultural diferente.
Aunque es evidente esa herencia romana, los visigodos también utilizan elementos propios de su identidad germánica en su arte y por supuesto en la arquitectura. Los capiteles decorativos y las columnas en algunas iglesias, como las de Santa María de Melque en Toledo, muestran motivos geométricos y vegetales que exhiben la influencia germánica. Estos elementos sugieren una fusión de estilos que demuestra que el llamado arte visigodo adopta características de otros estilos artísticos.
La creación de iglesias fue un elemento central en la arquitectura visigoda, no solo para ser usados como  lugares de culto, sino también como expresiones de la identidad cristiana que tuvo la cultura visigoda. La iglesia de San Juan de Baños, anteriormente mencionada muestra la importancia de estos edificios como centros de identidad cultural y religiosa por su impresionante nave basilical y su ábside semicircular.
Las iglesias visigodas a menudo presentan una planta basílica, estas estructuras se componen de una nave central flanqueada por pasillos laterales, lo que refleja la influencia continua de los modelos romanos. Los ábsides semicirculares son una característica común en la arquitectura visigoda, están ubicados en el extremo oriental de las iglesias y como ya se ha mencionado son herencia del arte romano. Los capiteles de las columnas en las iglesias visigodas son notables por su decoración elaborada, decorados con motivos geométricos y vegetales.
A pesar de la corta duración del reino visigodo en la península ibérica, su arquitectura dejó un legado muy relevante.

## Descripción de la obra

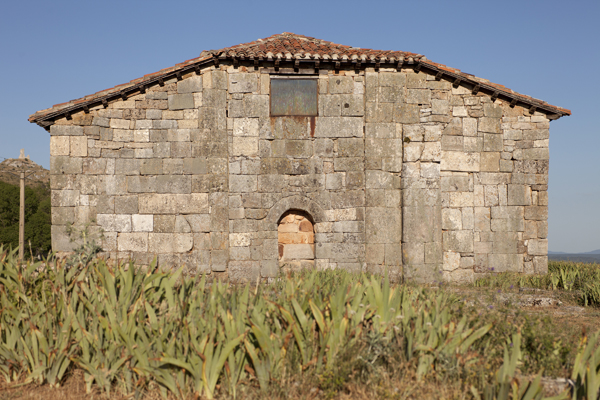
Fachada oeste

La Ermita de Santa María de Quintanilla de las Viñas es un claro ejemplo de arquitectura visigoda datada en el siglo VII. Pero dispone de elementos artísticos de otras corrientes, ya que se volvían a utilizar materiales, por ejemplo de origen romano.
La ermita posee grandes sillares, algo coherente con el estilo visigodo, aludiendo a una técnica constructiva sólida y duradera. Tiene un diseño de basílica y algún elemento como el arco toral de herradura, que es algo experimental en este estilo, y el cual destaca por su forma de herradura en el intradós y de medio punto peraltado en el extradós, exponiendo la habilidad técnica de los constructores.
De la construcción original solo se conserva una pequeña parte: la capilla mayor y el transepto. Esto da una visión parcial del templo original, que tendría también naves laterales y central.
La planta, con la capilla mayor formando un ábside rectangular, y el transepto, es basilical con elementos de cruz latina. Destaca por su sencillez y austeridad, típicas de la arquitectura visigoda.

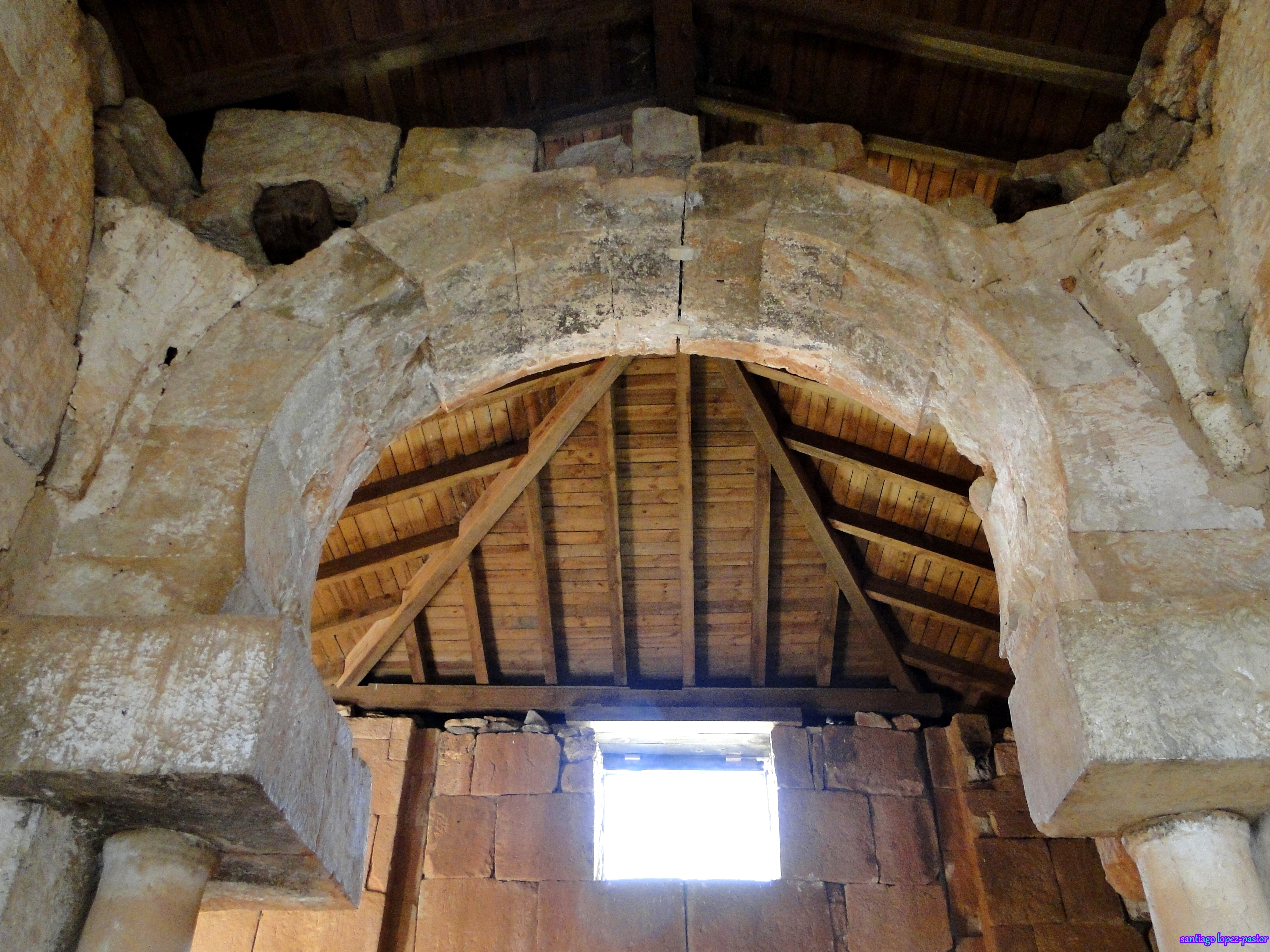
Arco triunfal

El  arco triunfal conduce desde el crucero a la capilla. Presenta decoraciones como palomas, zarcillos y racimos, adornos que revelan detalles  ornamentales y simbólicos. También presenta bloques de piedra prismáticos que sirven como capiteles. Los capiteles de dichos bloques muestran relieves alegóricos de la luna y el sol, manifestados por bustos humanos dentro de círculos aguantados por ángeles. La existencia de alegorías de la luna y el sol, junto con la figura de Cristo, añade un simbolismo religioso a esta estructura. Hay una inscripción sobre el arco de triunfo, que menciona a Flammola y propone una humilde ofrenda. Estas inscripciones exponen la dedicación de la iglesia y ponen a disposición un elemento de devoción.
Los lienzos exteriores de los muros presentan adornos como elementos de decoración, que forman franjas horizontales, incorporando también roleos, racimos,  zarcillos, motivos geométricos y figuras de animales. La forma en que se presentan estos elementos en círculos tangentes es poco común y agrega dificultad y novedad a la decoración. El robo y la posterior recuperación de dos sillares con relieves añade importancia artística y singularidad a la obra.

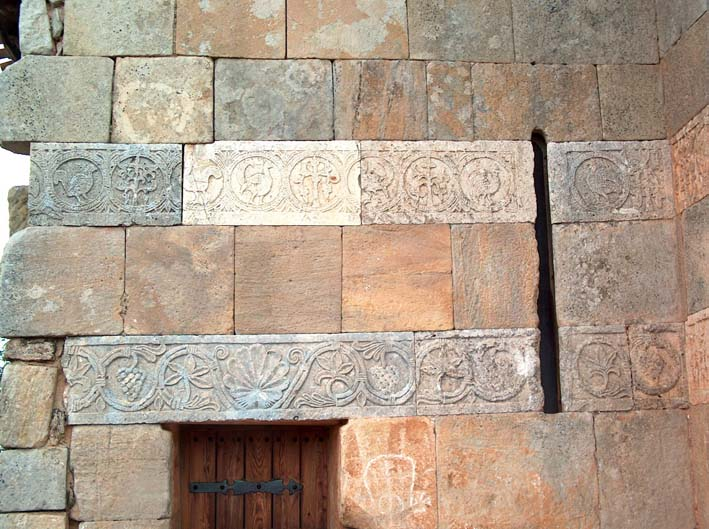
Detalle de la ornamentación del muro exterior
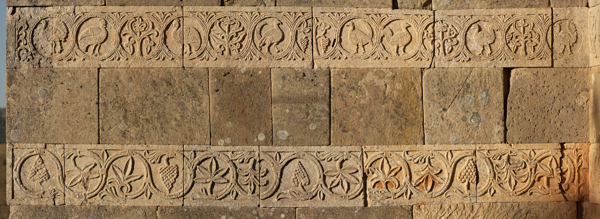
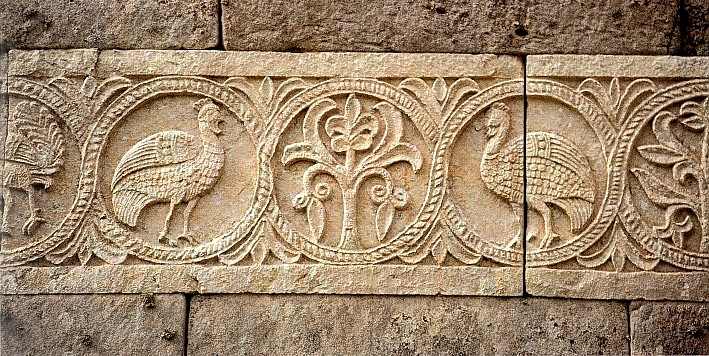
Detalle de relieve

La datación del edificio, a finales del siglo VII o comienzos del VIII, incrementa el patrimonio artístico de la época visigoda. Su restauración, hecha después de declararlo Monumento Nacional en 1929, manifiesta el interés por conservar y destacar esta obra.